# 디 이블 위딘
《디 이블 위딘》(The Evil Within, )은 3인칭 호러 서바이벌 비디오 게임이며, 개발사는 탱고 게임웍스, 유통사는 베데스다 소프트웍스이다. 레지던트 이블(바이오하자드)의 디렉터 미카미 신지가 담당했고, 2014년 10월 플레이스테이션3, 플레이스테이션4, 엑스박스360, 엑스박스 원, 그리고 마이크로소프트 윈도우 플랫폼으로 출시되었다.
공포스럽고 괴기한 장소와 생물들로 가득한, 왜곡된 세계에 들어가게 된 주인공 세바스찬 카스테야노스를 중심으로 이야기를 펼쳐 나간다. 플레이어는 3인칭 관점에서, 총과 근접 무기, 은신을 사용, 함정을 피하고, 단서를 찾으며 챕터를 진행하여 보스를 포함한 정체를 알 수 없는 적들과 싸우게 된다.
디 이블 위딘은 일반적으로 긍정적인 반응을 얻었으며, 게임 속 호러 요소와 분위기에 호평이 이어졌다. 반면 스토리, 캐릭터, 기술적 문제를 주로 지적하는 비판적 시각도 있었다. 속편 디 이블 위딘 2(The Evil Within 2)는 2017년 10월 13일 출시되었다.

## 게임 플레이
각 챕터에 하나의 스토리가 들어가 있고, 플레이어들은 스토리를 진행하기 위해 이를 진행시겨야 한다. 3인칭 관점으로 플레이하는데, 공급 물품을 찾아 해메는 것, 그리고 언제 뛰어야 할지, 또는 언제 싸워야 할지가 게임에서 위험으로부터 살아남을 수 있는 중요한 요소이다. 위험의 예를 들자면 : 철사 덫, 폭탄, 베어 트랩, 꼬챙이 트랩(Spike Trap), 가장 흔한 크리처 '헌티드', 긴 머리의 크리쳐 '로우라', 게임의 주요 보스 '루빅' , 커다란 고기 다지는 망치를 휘두르는 (그 머리만큼 안전할) 큰 인간형 크리쳐 '더 키퍼', 피로 뒤덮인 톱을 휘두르는, 가시투성이 금속 가면의 거대한 인간형 크리쳐 '사디스트'. 가 있다.
주인공 세바스찬 카스테야노스는 살아남기 위해 주변환경을 활용해야 한다. 게임 배경이 종종 플롯으로 인해 바뀌게 되는데 - 장소를 바꾸거나, 새로운 길을 내어 주거나 혹은 플레이어를 다른 곳으로 이동한다. 세바스찬은 체력을 유지하기 위해 약품을 사용해야 한다 - 몇몇 약품은 환각효과를 일우킬 수 있다. '그린젤' 을 모아 세바스찬의 능력(추가 체력, 추가 탄창 등)을 향상시킬 수 있다.
플레이어는 "Safe Haven'이라는 피난처가 있는데 이벤트 진행 도중에 거울을 찾음으로서 들어갈 수 있다. 정신병원으로 세이브포인트, 업그레이드 방(여기서 세바스찬의 능력을 업그레이드시킬 수 있다), 저장소(열쇠를 사용하여 여는데, 안에는 다양한 물품(그린젤, 탄약 등)이 있다) 등의 여러 장소를 겸하고 있다. 열쇠는 성모 마리아 상을 부수거나 이벤트 중간에 찾아서 얻을 수 있다. 타티아나라는 간호사가 세바스찬을 맞이해준다.
플레이어는 다양한 무기를 사용할 수 있다 : 리볼버, 샷건, 스나이퍼 라이플, 나이프, 수류탄, 그리고 석궁이다. 이때 석궁은 적을 얼리거나, 감전시키거나, 눈부시게 하거나 폭발시키는 화살을 발사할 수 있다. 탄약 보급은 드문데, 화살을 만들기 위한 기계조각을 모을 수 있다. 조각을 얻을 수 있는 방법 중 하나인 폭탄 해제 - 폭탄은 플레이어의 이동 혹은 접근에 반응한다.  폭탄은 바닥 혹은 벽, 상자 안에 존재할 수 있다. 미니게임으로 해제할 수 있다.   난전은 적과 플레이어 사리 거리를 벌리기 위해 만들어졌다(물론 플레이어가 순식간에 근접암살할 수 있지만은) 쓰러지거나 무력화된 적은 회복할 수 있는데 이를 막기 위해 성냥불을 지를 수 있다.  특정 물품들 (병이라던가)는 적을 방해하기 위해 던질 수 있다.
이블 위딘의 7가지 수집품 - 첫번째는 '개인적인 문서들'이다. 세바스찬의 개인적인 기록들인데, 그의 아내가 형사라는 것과 그의 삶(딸, 아내)를 함께 묘사한다.  '문서' 다른 캐릭터들의 기록들이다.  '지도 조각'; 게임의 지도 조각들이다. 다 모으면, 세이프하우스에서 볼 수 있다. '신문들' 사건들을 묘사해준다. '실종자 포스터' 세바스찬이 게임동안 만나는 캐릭터들의 실종 소식을 담고 있다. '오디오 테잎' 캐릭터들에 의해 녹음된 오디오테잎을 들을 수 있다. 수집품은 세이프하우스 혹은 챕터마다 사건이 이어짐에 따라 찾을 수 있다.
플레이어는 게임을 끝내면 몇 가지 보너스를 받게 된다. 추가 무기, 캐릭터 모델, 그리고 '아쿠무(악몽)'난이도 - 가장 높은 난이도를 자랑한다. 또 하나는 '새 게임 시작하기' 스위치이다.

## 발매
디 이블 위딘은 2014년 10월 발매되었다. 일본에서는 사이코브레이크로 발매되었다.  일본버전은 D등급 평가를 받기 위해(Z등급인 경우 만 18세 이하에게 판매를 완전히 금하게 된다.) 고어 콘텐츠를 제거해야 했다.

### 평가
게임 스팟의 Shaun Mclnnis는 이 게임의 눈에 띄는 분위기와, 숙달을 필요로 하는 진행, 전투를 촉발하는 긴장감에 대해서 긍정적으로 예기했으나 이해되지 않는 스토리들과 잊을 법할 캐릭터, 자동저장 시스템, 그리고 몇 개의 실망스러운 보스들에 대해서 비판했다.
게임 화면의 가로세로비로 인해 비판을 받았고, 2015년 6월 23일 패치하여 플레이어들이 전체 화면으로 플레이할 수 있도록 하였다.

### 판매량
디 이블 위딘은 판매 첫 주, 영국에서 (모든 포맷의) 2위의 성적을 기록했다. 미국에서는, 2014년 10월 3위를 기록했으며 서바이벌 호러 장르의  지식 재산권(IP) 사상 한 달 판매량 최고 기록을 달성했다.  하지만, 2015년 1월 다잉 라이트에 의해 이 기록은 깨졌다.

## 후속작
2017년 E3, 베데스다는 The Evil Within 2의 트레일러를 공개했다. 3년 뒤의 시점으로부터 이야기가 시작되며, 죽은 줄로만 알았던 그의 딸 릴리를 찾아 스템으로 돌아가는 세바스찬의 이야기를 다룬다. PC, 플레이스테이션 4 그리고 엑스박스 원 플랫폼으로 2017년 10월 13일 출시되었다. 라스트 찬스 팩은 2017년 7월 19일 사전 예약 보상으로 발표되었고, 권총, 몇 가지 제작과 치유 아이템이 수록되어 있다. 전작의 파이팅 찬스 팩과 비슷하다.